# Zacimba Gaba

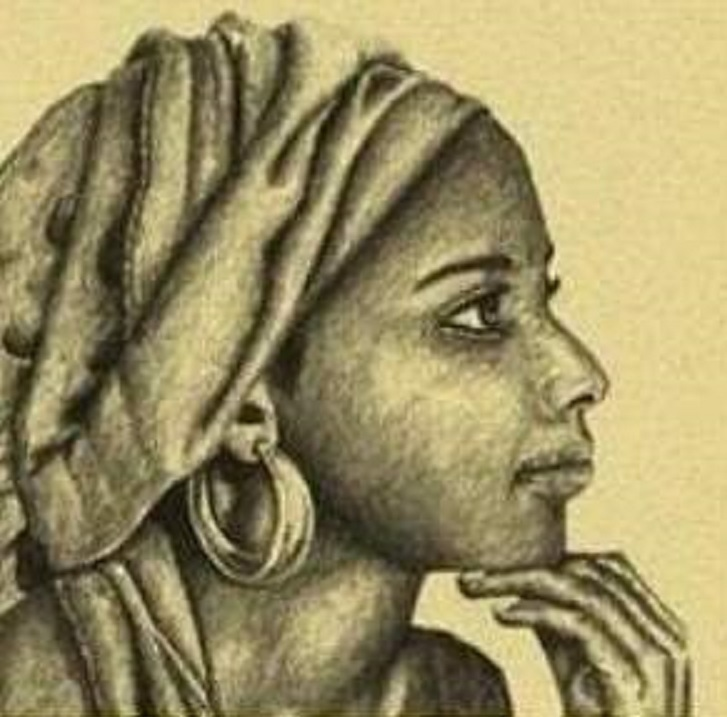
Illustration av Zacimba Gaba.

Zacimba Gaba var en krigarprinsessa och quilomboledare i Brasilien från Cabinda-nationen i Angola som levde under 1600-talet.
Zacimba Gaba kidnappades, förslavades och togs till Brasilien år 1690 för att säljas till portugisiska jordbrukaren José Trancoso  i Espírito Santo. När Transcoso fick reda på hennes höga status bland slavarna torterade och våldtog han henne. Zacimba Gaba förbjöd sina förslavade följeslagare att försöka befria henne tills hon långsamt lyckades förgifta sina torterare. Därefter ledde hon flykten till och grundandet av den första kända quilombon, på stranden vid Riacho Doce. Zacimba Gaba ägnade en stor del av sitt övriga liv åt att bygga kanoter och organisera nattattacker mot hamnen nära byn São Mateus, för att befria de nyanlända svarta.